# Cambridge (Idaho)
Cambridge ist eine Kleinstadt im Washington County im US-Bundesstaat Idaho. Das U.S. Census Bureau hat bei der Volkszählung 2020 eine Einwohnerzahl von 335 ermittelt.
Cambridge liegt etwa 160 km nordwestlich von Boise. Der Ort wurde im Jahr 1900 infolge des Baus der Eisenbahnlinie der Pacific and Idaho Northern Railway gegründet. Die Stadt ist bekannt für ihre Nähe zu den Lachsseen. Cambridge ist die Geburtsstadt von Herman Welker, einem Senator von Idaho.

## Namensherkunft des Ortes
Der Name des Ortes soll ursprünglich Lewisville gewesen sein, nach dem leitenden Ingenieur der Bahnbaustrecke, die durch den Ort führte und zu einer stärkeren Besiedlung führte. Die meisten Leute wohnten zu jener Zeit noch in Salubria, aber dort kam es mit der Bahngesellschaft zu Auseinandersetzungen um Landbesitz, und viele siedelten um nach Lewisville. In Idaho gab es damals bereits einen Ort namens Lewiston und die Post hatte Einwände gegen zu viele Orte mit ähnlichem Namen im gleichen Gebiet. Daher wurde der Ort nach Albert Lewis Studienort Cambridge in Massachusetts benannt, wo er an der Harvard University studiert hatte. 

## Infrastruktur
In Cambridge gibt es kaum Industrie, Haupteinkommensquellen sind Viehzucht, Getreideanbau und Holzeinschlag. Das bietet jungen Leuten nur wenig Zukunftsperspektive, aber die Landschaft bietet Freizeitmöglichkeiten in der Natur, wie Angeln, Jagen, Bergwandern, Wassersport und Schneemobilfahren. 

## Schule und Sport
Die High-School im Ort wurde 2001 durch einen Neubau auf dem ehemaligen, westlich der Schule gelegenen Schulsportplatz ersetzt. Die Jungen waren im Fußball und die Mädchen im Volleyball recht erfolgreich. Nachdem der Sportplatz nicht mehr zur Verfügung stand, wurde das Sportprogramm mit dem 13 km südlich gelegenen Nachbarort Midvale und dem ungefähr auf dem Gebiet des ursprünglichen Ortes Salubria westlich gelegenen Indian Valley im Adams County zusammengelegt. Daher gibt es jetzt nicht mehr die beiden Vereine Midvale Rangers und Cambridge Bulldogs, sondern die Tri-Valley Titans. 

## Sehenswürdigkeiten
- Hells Canyon National Recreation Area